# Линиченко, Варвара Федотовна
Варвара Федотовна Линиченко (Попова) (1928 — 1998) — советский передовик производства в сельском хозяйстве. Герой Социалистического Труда (1966).

## Биография
Родилась 16 декабря 1928 года в селе Леоновка, Валуйского района в Центрально-Чернозёмной области в крестьянской семье.
Трудовую деятельность В. Ф. Линиченко начала с 1941 года в годы Великой Отечественной войны — работала на колхозных полях вместе со своими ровесниками и наравне со взрослыми старалась для нужд фронта, ради общей победы.
С 1955 году В. Ф. Линиченко поступила птичницей в совхоз имени Н. Ф. Ватутина Валуйского района. За успехи в выполнении личного плана В. Ф. Линиченко трижды удостаивалась звания «Отличник социалистического соревнования работников сельского хозяйства». В шестидесятые годы прошлого столетия ей были присвоены почётные звания «Лучший птицевод Белгородской области» и «Мастер сельскохозяйственного производства». От закреплённого птицепоголовья она получала по 170 и более яиц в год на каждую курицу-несушку, добившись тем самым очень высоких показателей.
22 марта 1966 года Указом Президиума Верховного Совета СССР «за достигнутые успехи в развитии животноводства, увеличении производства и заготовок мяса, яиц и другой продукции» Варвара Федотовна Линиченко была удостоена звания Героя Социалистического Труда с вручением Ордена Ленина и золотой медали «Серп и Молот».
С 1983 года — на пенсии. Умерла 30 ноября 1998 года.

## Награды
- Медаль «Серп и Молот» (22.03.1966)
- Орден Ленина (22.03.1966)

## Память
- Бюст В. Ф. Линиченко установлен на «Аллее Героев» расположенной в центре Валуйского городского округа